# Dendrobathypathes grandis
Dendrobathypathes grandis är en korallart som beskrevs av Opresko 2002. Dendrobathypathes grandis ingår i släktet Dendrobathypathes och familjen Schizopathidae. Inga underarter finns listade i Catalogue of Life.